# Triergol
 (septembre 2019).
Si vous disposez d'ouvrages ou d'articles de référence ou si vous connaissez des sites web de qualité traitant du thème abordé ici, merci de compléter l'article en donnant les références utiles à sa vérifiabilité et en les liant à la section « Notes et références ».
En astronautique, un système à triergol désigne un moteur-fusée utilisant trois ergols. Cette appellation peut désigner deux procédés distincts :
- d'une part le fait d'utiliser successivement deux carburants différents (généralement le RP-1 puis l'hydrogène liquide) avec le même oxydant (généralement l'oxygène liquide) afin, dans un premier temps, d'optimiser la poussée avec le RP-1 en limitant les pertes dues à la gravité, puis, dans un second temps, d'optimiser l'impulsion spécifique avec l'hydrogène liquide.
- d'autre part l'utilisation théorique de simultanément trois ergols.

## Triergols à l'oxygène
Avec l'oxygène liquide (LOX) comme oxydant, l'hydrogène liquide (LH2) est le carburant qui fournit l'impulsion spécifique la plus élevée : environ 435 s. Cependant, l'hydrogène liquide est singulièrement peu dense, de l'ordre de 71 kg/m3 à −255 °C, ce qui impose de le stocker dans des réservoirs très volumineux qui posent des problèmes de résistance à l'air lors du décollage. Le RP-1 (du kérosène ultra-raffiné) présente une bien meilleure densité énergétique et permet d'obtenir de meilleures poussées au décollage, bien que son impulsion spécifique soit moindre avec l'oxygène que celle de l'hydrogène : environ 320 s.
Lorsque le lanceur a atteint une altitude suffisante pour que la résistance atmosphérique et les pertes dues à la gravité deviennent négligeables, il serait plus avantageux de basculer sur un mode de propulsion à l'hydrogène liquide plutôt qu'au RP-1. Les systèmes à triergols seraient donc théoriquement plus efficaces que les traditionnels systèmes à diergols, permettant d'étager le mode de propulsion sur un même étage de la fusée pour une meilleure optimisation de chacun des couples d'ergols. Ce type de réalisation s'avère néanmoins techniquement très complexe à mettre en œuvre, conduisant en quelque sorte à fusionner deux moteurs en un seul.
Aucune réalisation pratique de moteur-fusée à triergol LOX / RP-1 + LH2 n'a jamais abouti, hormis le projet d'avion spatial MAKS en URSS dans sa phase expérimentale (le projet lui-même n'a, lui non plus, jamais abouti).

## Triergols au fluor
Le propergol le plus énergétique jamais testé repose sur le fluor liquide (LF2) comme oxydant avec le lithium liquide (LLI) associé à l'hydrogène liquide (LH2) comme combustibles. L'impulsion spécifique mesurée s'élève à 542 s, soit une vitesse d'éjection de 5,32 km/s. Cette combinaison est certes prometteuse sur le papier, mais ses réalisations techniques présentent des difficultés quasiment insurmontables :
- le lithium et le fluor sont des éléments plutôt chers, surtout le lithium (utilisé pour fabriquer des batteries) dont le cours a atteint 2 000 €/t au plus fort de la vague spéculative sur les matières premières en 2008 ;

- le fluor est toxique pour l'homme dès 1 mg/jour ;

- pour être liquide, l'hydrogène doit être réfrigéré en dessous de −252 °C, le fluor doit être maintenu entre −219 °C et −188 °C, tandis que le lithium doit être chauffé au-dessus de +180 °C ;

- le fluor et le lithium liquides sont tous deux extrêmement corrosifs ;

- le lithium s'enflamme au contact de l'oxygène de l'air, et l'hydrogène est naturellement très explosif, tandis que le fluor déclenche spontanément la combustion du moindre matériau oxydable à son contact ;

- les gaz de combustion seraient ionisés, ce qui perturberait les communications radio du lanceur avec le sol ;

- les produits de combustion sont particulièrement toxiques et dangereux pour l'environnement, notamment le fluorure d'hydrogène.

Pour toutes ces raisons, aucun système à triergol LF2 / LLI + LH2 n'a jamais été réalisé.